# Денис Нікітін
Денис Євгенійович Капустін (рос. Денис Евгеньевич Капустин, нар. 1984, Москва), також був відомий як Денис Нікітін або White Rex — російський ультраправий активіст, командир Російського добровольчого корпусу. Європейські ЗМІ називають його неонацистом, хоча сам Денис намагається це заперечувати. Перебуває в федеральному розшуку Росії як «учасник терористичної організації». З 2019 Капустіну заборонено вʼїзд до країн Шенґенської зони за «зусилля, спрямовані проти ліберально-демократичного ладу».

## Життєпис
Народився в Москві, у 1984 році.
У 2001 році, коли йому було 17 років, сім'я переїхала до Кельна. Згідно з Der Spiegel, сім'я Капустіних — російські євреї. Міністерство внутрішніх справ землі Північний Рейн-Вестфалія назвало його «одним із найвпливовіших неонацистських активістів» у Німеччині та зазначило, що він професіоналізував бійцівську субкультуру в країні. Він також очолював фірму під назвою «White Rex», що займається спортивними єдиноборствами, через яку поширював футболки з числом 88, кодовим гаслом привітання Хайль Гітлер у правоекстремістському середовищі. У Швейцарії він здійснював бойову підготовку членів украй правої швейцарської націоналістичної партії (PNOS). За повідомленням Reuters, він «часто називав себе націоналістом, який бореться за Росію, що належить етнічним росіянам», водночас «відкидав характеристику себе, як неонациста і прихильника переваги білої раси». Був соратником російського націоналіста Максима «Тесака» Марцинкевича.
Був прихильником Євромайдану, з 2017 року проживає в Україні. Окрім ативіської діяльності організовував змагання з єдиноборств.
У 2022 році в Україні заснував та очолив Російський добровольчий корпус (РДК) — групу росіян, що прагнуть припинення політичної системи Путіна, та борються за Росію без Путіна. У серпні 2022 року підрозділ увійшов до складу ГУР .
У березні 2023 року разом із кількома членами РДК провів рейд у Брянській області, а в травні брав участь у вторгненні в Бєлгородську область, імовірно, спільно з легіоном «Свобода Росії». Після першого рейду внесений до списку терористів Російською Федерацією.
4 червня 2023 року, командуючи взводом добровольців, захопив полонених і пропонував віддати їх губернатору Бєлгородщини — В'ячеславу Гладкову, але той відмовився зустрічатися з представниками РДК та ЛСР. Полонені поповнили обмінний фонд України.
16 листопада 2023 року Денис Нікітін заочно отримав пожиттєвий термін ув'язнення у Росії. Зазначається, що процес відбувався в закритому режимі, а про його початок журналісти дізналися випадково. Нікітіна звинувачували в держзраді (стаття 275 КК), замаху на теракт (частина 3 статті 30; пункт «а» частини 2 статті 205 КК), навчанні терористичної діяльності (стаття 205.3 КК), створенні терористичної спільноти (частина 1) та придбанні вибухівки (пункт «а» частини 3 статті 222.1 КК).